# Hellinsia kellicottii
The Goldenrod Borer (Hellinsia kellicottii) là một loài bướm đêm thuộc họ Pterophoridae. Loài này có ở miền đông Bắc Mỹ, từ Massachusetts và New York, phía nam đến miền nam Florida và phía tây đến Colorado và Utah. Nó cũng được tìm thấy ở Quebec, British Columbia, Arkansas và Wisconsin.
Sải cánh dài 14–29 mm. Con trưởng thành bay as đầu as tháng 2 in Florida và as cuối as tháng 10 in New York. Có một thế hệ một năm.
Ấu trùng ăn các loài Solidago. Ấu trùng đục thân cây.